# Texananus elongatus
Texananus elongatus är en insektsart som beskrevs av Ball 1918. Texananus elongatus ingår i släktet Texananus och familjen dvärgstritar. Inga underarter finns listade i Catalogue of Life.